# Берёзовка (приток Печоры)
Берёзовка — река в России, течёт по территории Приуральского сельского поселения муниципального района «Печора» и городского округа «Вуктыл» на востоке Республики Коми. Устье реки находится в 981 км по правому берегу реки Печоры.
Длина реки составляет 43 км, площадь водосборного бассейна — 343,51 км².
Исток берёт в болоте Березовка-Нюр у южной границы Приуральского сельского поселения, на высоте 210 м над уровнем моря. Преобладающим направлением течения является запад. Течёт по болотистой лесной местности. Впадает в Печору с правой стороны на высоте 51,7 м над уровнем моря.
| Название             | От устья | Сторона впадения | Длина | Бассейн   | Координаты устья                |
| -------------------- | -------- | ---------------- | ----- | --------- | ------------------------------- |
| водоток Болотный     | 8 км     | правая           | 12 км | 32,45 км² | 64°31′51″ с. ш. 57°55′51″ в. д. |
| река Матрён-Лёва-Ёль | 9 км     | левая            | 12 км | 21,09 км² | 64°31′46″ с. ш. 57°57′46″ в. д. |
| река Кыртаёль        | 14 км    | левая            | 12 км | 65,84 км² | 64°31′36″ с. ш. 58°01′20″ в. д. |
| река Бадьяёль        | 19 км    | левая            | 11 км | 41,69 км² | 64°33′04″ с. ш. 58°04′48″ в. д. |
| река Войвож          | 24 км    | правая           | 13 км | 38,55 км² | 64°33′55″ с. ш. 58°09′10″ в. д. |

## Данные водного реестра
По данным государственного водного реестра России относится к Двинско-Печорскому бассейновому округу, водохозяйственный участок реки — Печора от водомерного поста у посёлка Шердино до впадения реки Уса, речной подбассейн реки — бассейны притоков Печоры до впадения Усы. Речной бассейн реки — Печора.
Код объекта в государственном водном реестре — 03050100212103000063108.